# 台北市普濟寺
普濟寺全名財團法人台北市普濟寺，位於台灣台北市華陰街，為主祀觀音之佛教廟宇。因地近台北驛後驛，信眾多稱「後驛觀音媽廟」。該建物興建於1954年，今為位於台北大同區之仿古廟宇建築。另外，該廟宇的組織型態為財團法人制，祭典日期則是每年農曆之六月十九。